# Michelle Valiente
Michelle Sharon Valiente Amarilla (Fernando de la Mora, 7 mei 1998), spelersnaam Michelle, is een Paraguayaanse beachvolleybalspeler. Ze nam eenmaal deel aan de Olympische Spelen.

## Carrière
Michelle is sinds 2013 actief in de Zuid-Amerikaanse beachvolleybalcompetitie. Datzelfde jaar debuteerde ze op vijftienjarige leeftijd met Pati Caballero in de FIVB World Tour. Het duo deed mee aan de kwalificaties van de Grand Slam van Corrientes en aan de wereldkampioenschappen in Stare Jabłonki. Daar strandden ze na drie nederlagen in de groepsfase. Het jaar daarop bereikte ze met Erika Bobadilla de achtste finales van de WK onder 19 in Porto en de Olympische Jeugdspelen in Nanjing. Bij de WK onder 21 in Larnaca kwam het duo tot een zeventiende plaats. In 2015 bereikte Michelle met Gabriela Fillipo de zestiende finale van de WK in Nederland waar ze werden uitgeschakeld door de Amerikanen April Ross en Kerri Walsh. Het daaropvolgende seizoen bereikte ze met Erika de kwartfinale van de WK onder 21 in Luzern en eindigde ze met Diana Mereles als zeventiende bij de WK onder 19 in Larnaca. Met Filippo speelde ze op twee toernooien in de World Tour. 
In 2017 bereikte Michelle met Giuliana Poletti de achtste finales van de WK onder 21 in Nanjing. Het jaar daarop nam ze met Erika deel aan vijf toernooien in de mondiale competitie. Het duo behaalde een bronzen medaille bij het 1-ster-toernooi van Manila en eindigde als vijfde in Langkawi. Met Pati won ze goud bij de Zuid-Amerikaanse Spelen in Cochabamba door het Venezolaanse tweetal Gabriela Brito en Norisbeth Agudo in de finale te verslaan. In 2019 deden Michelle en Pati mee aan de WK in Hamburg waar ze na drie nederlagen niet verder kwamen dan de groepsfase. Bij de 1-ster-toernooien van Vaduz en Knokke-Heist behaalden ze een vijfde plaats. In Lima nam het duo deel aan de Pan-Amerikaanse Spelen. Ze verloren in de kwartfinale van de latere winnaars Karissa Cook en Jace Pardon en eindigden uiteindelijk als zevende. Met Poletti bereikte Michelle de kwartfinales van de Zuid-Amerikaanse Strandspelen in Rosario.
In 2022 namen Michelle en Erika deel aan drie toernooien in de Beach Pro Tour – de opvolger van de World Tour. Bij de Zuid-Amerikaanse Spelen in Asunción strandde het duo in de kwartfinale. Het seizoen daarop kwamen ze bij vier Beach Pro Tour-toernooien tot een negentiende plaats in La Paz. Bij de Zuid-Amerikaanse Strandspelen in Santa Marta wonnen ze de gouden medaille ten koste van Claudia Gaona en Lisbeth Allcca uit Peru. Bij de WK in Tlaxcala was de tussenronde tegen de Finnen Niina Ahtiainen en Taru Lahti het eindstation. Bij de Pan-Amerikaanse Spelen in Santiago verloren ze in de tussenronde van Gaona en Allcca en eindigden ze uiteindelijk als elfde. In 2024 speelde Michelle twee wedstrijden in de mondiale competitie met Erika, voordat ze internationaal een team vormde met Poletti. Michelle en Poletti wonnen het Future-toernooi van Battipaglia door het Italiaanse tweetal Reka Orsi Toth en Giada Bianchi in de finale te verslaan en eindigden als tweede in Cervia. Via het continentale kwalificatietoernooi plaatsten ze zich voor de Olympische Spelen in Parijs. Na drie nederlagen was de groepsfase het eindstation. In november namen ze deel aan het Elite16-toernooi van Rio de Janeiro waar ze de achtste finale bereikten. Het jaar daarop kwamen ze tot een negende plaats in Quintana Roo.

## Palmares
Kampioenschappen
- 2018:  Zuid-Amerikaanse Spelen
- 2023:  Zuid-Amerikaanse Strandspelen

FIVB World Tour
- 2018:  1* Manilla

Beach Pro Tour
- 2024:  Cervia Future
- 2024:  Battipaglia Future